# RBC in het seizoen 1968/69
Het seizoen 1968/1969 was het 15e jaar in het bestaan van de Roosendaalse betaaldvoetbalclub RBC. De club kwam uit in de Eerste divisie en eindigde op de 18e plaats, dit betekende dat de club degradeerde naar de Tweede divisie. Tevens deed de club mee aan het toernooi om de KNVB beker, hierin werd in de eerste ronde verloren van Vitesse (0–1).

## Wedstrijdstatistieken

### Eerste divisie
|       | Blauw-Wit | FC Den Bosch '67 | SC Cambuur | D.F.C. | Eindhoven | Elinkwijk | Haarlem | Helmond Sport | Heracles | HVC   | RCH   | SVV   | Veendam | Vitesse | De Volewijckers | Wageningen | Willem II |
| ----- | --------- | ---------------- | ---------- | ------ | --------- | --------- | ------- | ------------- | -------- | ----- | ----- | ----- | ------- | ------- | --------------- | ---------- | --------- |
| Thuis | 0 – 4     | 0 – 3            | 0 – 2      | 0 – 2  | 0 – 1     | 1 – 1     | 0 – 0   | 3 – 3         | 1 – 0    | 0 – 1 | 4 – 1 | 0 – 1 | 3 – 0   | 0 – 0   | 2 – 1           | 0 – 1      | 2 – 3     |
| Uit   | 1 – 0     | 2 – 0            | 1 – 0      | 2 – 0  | 1 – 0     | 3 – 0     | 2 – 0   | 2 – 1         | 4 – 1    | 3 – 0 | 1 – 0 | 2 – 0 | 5 – 1   | 4 – 1   | 3 – 0           | 1 – 0      | 3 – 0     |

### KNVB beker
| Eerste ronde                                   | RBC | 0 – 1 (0 – 1) | Vitesse              |
| 15 september 1968 Plaats: Roosendaal De Luiten |     |               | 28' Bram van Kerkhof |

## Statistieken RBC 1968/1969

### Eindstand RBC in de Nederlandse Eerste divisie 1968 / 1969
| Stand | Gespeeld | Gewonnen | Gelijk | Verloren | Punten | Doelpunten voor | Doelpunten tegen |
| ----- | -------- | -------- | ------ | -------- | ------ | --------------- | ---------------- |
| 18e   | 34       | 4        | 4      | 26       | 12     | 20              | 64               |

### Topscorers
| #                 | Naam            | Goal |
| ----------------- | --------------- | ---- |
| 1.                | Ben Redel       | 4    |
| 2.                | Pierre van Hal  | 3    |
| 3.                | Frans Salawane  | 2    |
| 3.                | Frans Schouw    | 2    |
| 3.                | Henk van de Ven | 2    |
| 3.                | Anton Vergouwen | 2    |
| 3.                | Floor Verhagen  | 2    |
| 8.                | Johan den Haan  | 1    |
| 8.                | Geert Rockx     | 1    |
| Onbekend doelpunt |                 |      |
| –                 | Onbekend        | 1    |
| Totaal            | Totaal          | 20   |

| #      | Naam        | Goal |
| ------ | ----------- | ---- |
| –      | Geen speler | 0    |
| Totaal | Totaal      | 0    |

## Voetnoten
Blauw-Wit ·
FC Den Bosch '67 ·
Cambuur ·
D.F.C. ·
Eindhoven ·
Elinkwijk ·
Haarlem ·
Helmond Sport ·
Heracles ·
HVC ·
RBC ·
RCH ·
SVV ·
Veendam ·
Vitesse ·
De Volewijckers ·
Wageningen ·
Willem II